# Frodo De Decker
Frodo De Decker (10 november 1981, Antwerpen) is een Belgisch striptekenaar en illustrator.

## Carrière
De Decker studeerde na zijn middelbaar grafische vormgeving in Sint-Lucas te Brussel. Na twee jaar stopte hij vroegtijdig met zijn studies om striptekenaar te worden. Hij nam deel aan exposities en striptekeningwedstrijden zoals "De start van een loopbaan" en "What's your excuse", maar een professionele doorbraak kwam er niet. De Decker ging opnieuw studeren, muziek deze keer: gitaar aan de Jazz-studio te Antwerpen, waarin hij nadien les gaf in verscheidene muziekscholen.
In 2012 waagde De Decker op 30-jarige leeftijd alsnog zijn kans als striptekenaar met zijn tekstloze gagstrip Otto, deze keer met succes. Er zijn drie albums van verschenen. Sinds 2015 is hij voltijds striptekenaar en illustrator van onder meer leesboeken en prentenboeken en voor de krant Het Nieuwsblad. In 2016 bereikte hij zijn tweede succes als striptekenaar met de gagstrip De Ridder, die (twee)wekelijks in Eppo, Veronica magazine en P-Magazine verscheen. Die gagstrips werden gebundeld in vier albums. Van de publicatie van De Ridder in de krant Trouw kwam een gelimiteerde bundeling in albumvorm uit.
In 2021 kreeg De Decker van Standaard Uitgeverij de opdracht om de Belgische televisieserie Het verhaal van Vlaanderen in stripvorm uit te brengen, samen met auteur Harry De Paepe. De twee delen kwamen anderhalf jaar later uit tijdens de uitzending van de televisieserie.  
De Decker geeft ook striptekenles in workshops, kamp- en schoolcursussen o.a. onder de naam Kapitein Potlood.

## Reeksen
- Otto (De Decker)
  1. Blijven roeien! (2012)
  2. Op hete kolen (2013)
  3. De uitverkorene (2014)
- De Ridder
  - Gags:
    1. Kruistocht in lederhose (2017)
    2. Willen ze bijten? (2019)
    3. Relax, T-Rex! (2021)
    4. Move over, uitslover! (2023)
    5. AI AI Caramba (2025)

    - De trouwe ridder - speciale editie (2023)

  - Lange verhalen:
    1. Heer Donkerduister (2024)
- Het verhaal van Vlaanderen
  1. Boek 1 (2022)
  2. Boek 2 (2023)
- Het lot van Brugge (2024)